# Gumelar (Karangkobar)
Gumelar is een bestuurslaag in het regentschap Banjarnegara van de provincie Midden-Java, Indonesië. Gumelar telt 908 inwoners (volkstelling 2010).